# Viksta församling
Viksta församling (uttalas [vícksta], med grav accent) är en församling i Björklinge-Skuttunge-Viksta pastorat i Upplands västra kontrakt i Uppsala stift. Församlingen ligger i Uppsala kommun i Uppsala län.

## Administrativ historik
Församlingen har medeltida ursprung. 
Församlingen utgjorde till 1 maj 1925 ett eget pastorat för att därefter till 1962 vara annexförsamling i pastoratet Tensta, Lena och Viksta. Från 1962 är den annexförsamling i Björklinge pastorat.

## Kyrkor
- Viksta kyrka